# Esther Rickards
Esther Rickards (* 13. Juli 1893 in London; † 9. Februar 1977 in Windsor) war eine britische Ärztin und Bürgerrechtlerin.

## Leben und Tätigkeit
Rickards war eines von sieben Kindern des Veterinär John Edward Rickards und seiner Frau Annie, geborene Somers. Die Mutter war Jüdin, der Vater konvertierte, um sie heiraten zu können, vom Christentum zum Judentum.
Nach dem Schulbesuch studierte Rickards – für eine Frau damals eines Seltenheit – Medizin am Regent Street Polytechnic, am Birkbeck College, an der University of London und am St Mary’s Hospital. 1924 erhielt sie einen FRCS. Sie spezialisierte sich auf die Gynäkologie und arbeitete nacheinander bei verschiedenen Londoner Krankenhäusern, so als Assistant Medical Officer in Paddington.
Rickards betätigte sich früh politisch, wobei sie sich insbesondere für die Rechte von Frauen und Minderheiten einsetzte: Bereits vor dem Ersten Weltkrieg war sie in der Suffragetten-Bewegung aktiv. Aufgrund ihrer sozialistischen Ansichten schloss sie sich nach dem Krieg der Labour Party an, in der sie sich insbesondere für die Sozialisierung des Gesundheitswesens, d. h. die Etablierung eines allgemeinen Rechtes auf Krankenversorgung und Finanzierung derselben durch die Gemeinschaft, einsetzte.
Seit den 1920er Jahren saß Rickards im Public Health Advisory Committee der Labour Party. Öffentlich setzte sie sich für das Recht auf Geburtenkontrolle und das Recht von Frauen ein, ungewollte Schwangerschaften verhindern oder abbrechen zu können. 1930 war sie Vorsitzende der Gründungsversammlung der Socialist Medical Association, die einen maßgeblichen Einfluss auf die Positionen der Labour Party zur Gesundheitspolitik haben sollte und schließlich in der Gründung des National Health Service mündete. Nach der Gründung desselben gehörte sie von 1947 bis 1971 dem Board, dem Aufsichtsgremium, des NHS für die North West Metropolitan Region sowie dem Board of Governors des St Mary’s Hospital an. 1928 wurde sie Mitglied des London County Council (LCC).
Von den nationalsozialistischen Polizeiorganen wurde Rickards als ideologische Feindin eingestuft: Im Frühjahr 1940 setzte das Reichssicherheitshauptamt in Berlin sie auf die Sonderfahndungsliste G.B., ein Verzeichnis von Personen, die im Falle einer erfolgreichen deutschen Invasion Großbritanniens durch die Sonderkommandos der SS-Einsatzgruppen mit besonderer Priorität ausfindig gemacht und verhaftet werden sollten.
Seit 1971 war Rickards ehrenamtliche beratende Chirurgin des St. Mary’s Hospital.
Ihren Ruhestand verbrachte Rickards in Windsor. In ihren letzten Jahren widmete sie sich der Zucht von Hunden (Cockerspaniels und Clumer Spaniels) und trat bei Hundeschauen als Preisrichterin auf. Sie starb im Edward VII. Hospital in Windsor.